# Ichnotropis capensis
Ichnotropis capensis — вид ящірок родини ящіркових (Lacertidae). Мешкає в Центральній і Південній Африці.

## Підвиди
Виділяють два підвиди:
- Ichnotropis capensis capensis (A. Smith, 1838);
- Ichnotropis capensis nigrescens Laurent, 1952.

## Поширення і екологія
Ichnotropis capensis мешкають на півдні Демократичної Республіки Конго, в Анголі, Намібії, Замбії, Зімбабве, Ботсвані, південному Мозамбіку та на півночі Південно-Африканської Республіки. Вони живуть в саванах. Живляться термітами та іншими дрібними комахами. Відкладають яйця.